# 宮ノ下駅
宮ノ下駅（みやのしたえき）は、神奈川県足柄下郡箱根町宮ノ下にある小田急箱根鉄道線（箱根登山電車）の駅である。駅番号はOH 54。

## 歴史
- 1919年（大正8年）6月1日：開業。
- 2024年（令和6年）2月1日：終日無人化[3]。

## 駅構造

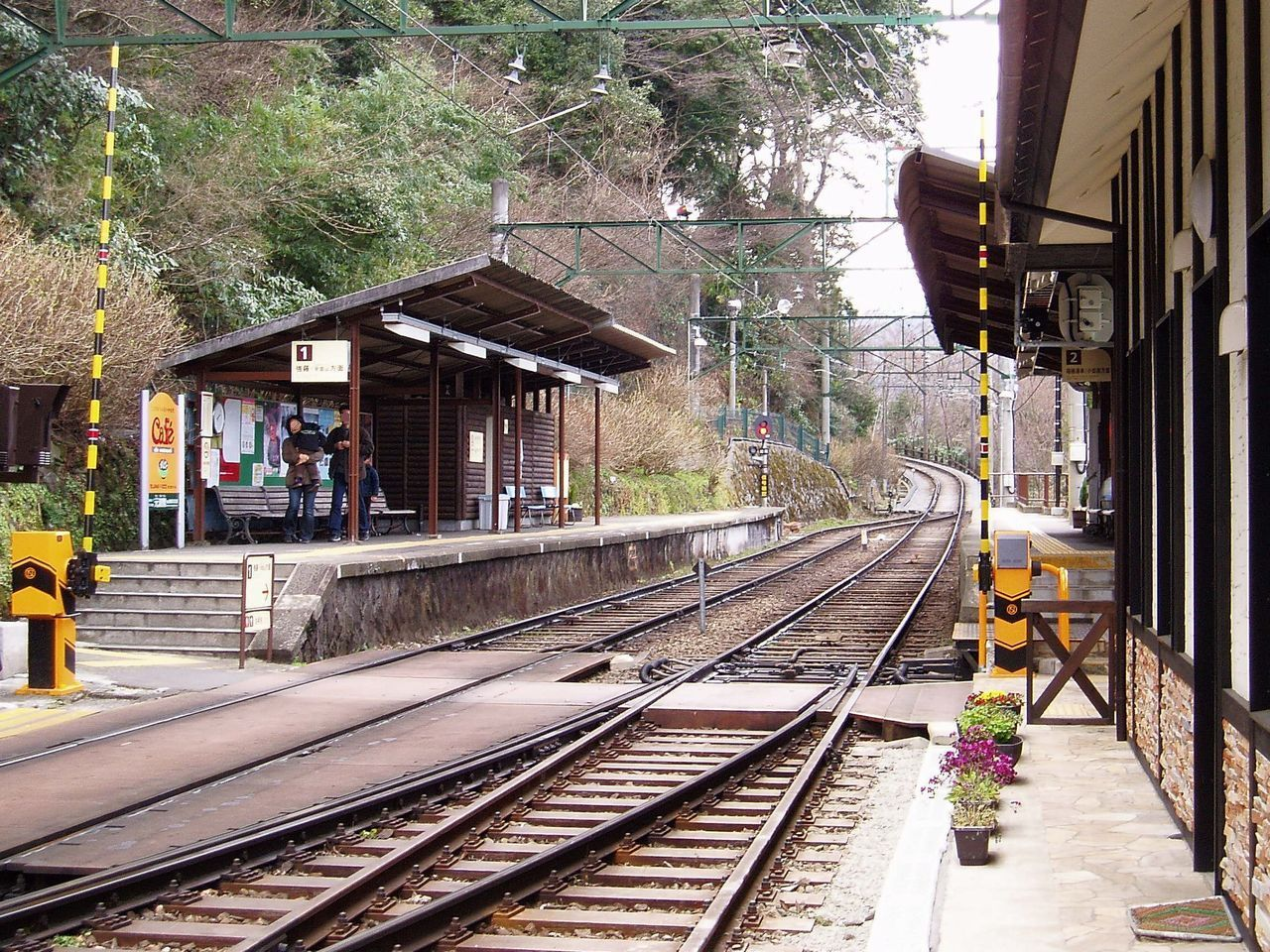
ホーム（2007年3月）

相対式ホーム2面2線を有する地上駅。駅舎は2番線側にあり、トイレは1番線ホーム上に設置されている。
なお、箱根登山鉄道の表示看板やパンフレットでは各駅の標高が示されており、かつては448 mと表記されていたが、2013年の再調査で436 mに訂正されている。

### のりば
| 番線 | 路線         | 方向 | 行先                 | 備考                       |
| ---- | ------------ | ---- | -------------------- | -------------------------- |
| 1    | 箱根登山電車 | 下り | 強羅・早雲山方面     | 早雲山方面は強羅で乗換     |
| 2    | 箱根登山電車 | 上り | 箱根湯本・小田原方面 | 小田原方面は箱根湯本で乗換 |

## 利用状況
2008年度の1日平均乗車人員は381人である。近年の推移は下記の通り。
| 年度               | 1日平均 乗車人員 |
| ------------------ | ---------------- |
| 1998年（平成10年） | 344              |
| 1999年（平成11年） | 356              |
| 2000年（平成12年） | 331              |
| 2001年（平成13年） | 329              |
| 2002年（平成14年） | 334              |
| 2003年（平成15年） | 342              |
| 2004年（平成16年） | 316              |
| 2005年（平成17年） | 325              |
| 2006年（平成18年） | 354              |
| 2007年（平成19年） | 365              |
| 2008年（平成20年） | 381              |

## 駅周辺
- 宮ノ下温泉
  - 富士屋ホテル
- 堂ヶ島温泉
  - 対星館
  - 晴遊閣大和屋ホテル
- 箱根町役場温泉出張所
- 宮ノ下温泉簡易郵便局
- 宮ノ下箱根神社（箱根神社分社）
- 常泉寺

### バス路線
- 宮ノ下駅（停留所番号：OH54/129）（箱根登山バス・伊豆箱根バス）
  - 芦ノ湖、仙石原方面
    - 小涌園・元箱根港経由箱根町行（箱根登山） ※ 平日1本のみ芦の湯旧道経由
    - 小涌園・元箱根経由関所跡・箱根町行（伊豆箱根） ※ 1日1本のみ湯の花ホテルも経由
    - 小涌園・元箱根経由箱根園行（伊豆箱根） ※ 1日2本のみ
    - 小涌園・早雲山経由湖尻・箱根園行（伊豆箱根） ※ 昼間は大涌谷も経由
    - 宮城野・仙石経由仙石案内所・桃源台・湖尻行（箱根登山）
    - 宮城野・仙石経由乙女峠・御殿場駅行（箱根登山） ※ 土休日2本のみ

  - 箱根湯本駅方面
    - 湯本駅経由小田原駅東口行（箱根登山・伊豆箱根）
    - 湯本駅行（箱根登山）

## 夜のあじさい号
アジサイが開花する毎年6月から7月頃にかけて運転される全車指定席の臨時列車「夜のあじさい号」は、当駅に10分間ほど停車し（それ以外の途中駅・信号場に停車することもあるが、乗降することはできない）、その間に乗客は記念撮影等を行うことができる。ただし、当駅で途中下車したり、当駅から「夜のあじさい号」に乗車することはできない。

## 隣の駅
小田急箱根
 鉄道線（箱根登山電車）
大平台駅 (OH 53) - （上大平台信号場） - （仙人台信号場） - 宮ノ下駅 (OH 54) - 小涌谷駅 (OH 55)